# Tenghory Transgambienne
Tenghory Transgambienne est un village de la communauté rurale de Tenghory, située dans l'arrondissement de Tenghory et le département de Bignona, une subdivision de la région de Ziguinchor dans la région historique de Casamance dans le sud du pays.